# Contea di Cheongdo
La contea di Cheongdo (Cheongdo-gun; 청도군; 淸道郡) è una delle suddivisioni della provincia sudcoreana del Nord Gyeongsang.